# Johan Wallinder (journalist)
Johan Wallinder, född 23 februari 1853 i Stockholm, död där 6 januari 1912, var en svensk lärare och författare.
Johan Wallinder var son till kontraktsprosten Per Magnus Wallinder och Mathilda Frunck. Han avlade mogenhetsexamen i Uppsala 1872 och studerade därefter vid stadens universitet, främst filosofi och nordiska språk, dock utan att avlägga examen. Han hade starka religiösa intressen, vilka utvecklades genom studier av Søren Kierkegaard och personligt umgänge med Pontus Wikner. För att försörja sig sysslade Wallinder med privatundervisning och olika slag av praktiskt arbete, tills han 1885 blev lärare vid Bengt Carl Rodhes privata gosskola i Göteborg. I Göteborg stannade han som lärare i olika skolor till 1895, då han blev badkamrer i Mösseberg. Från 1899 till sin död var han rektor vid Trollhättans samskola. Wallinder var en flitig medarbetare i tidningar och tidskrifter, särskilt i den av Elisabet Kjellberg utgivna Läsning för hemmet. Det han skrev var mest religiösa meditationer, litterära essäer och socialetiska inlägg i aktuella frågor, allt präglat av hans varma religiositet och vilja till förståelse. Han utgav två samlingar av sina uppsatser, Inåt (1894) och Uppåt (1898). Efter hans död omtrycktes valda delar av hans produktion i Samlade skrifter (1-2, 1913–1914).